# Rugby-Union-Afrikameisterschaft 2011
Die Rugby-Union-Afrikameisterschaft 2011 (englisch 2011 Rugby Africa Cup, französisch Coupe d’Afrique de rugby à XV 2011) der Division 1 war die elfte Ausgabe der afrikanischen Kontinentalmeisterschaft in der Sportart Rugby Union. Die 16 beteiligten Teams waren gemäß ihrer Rangierung in der IRB-Weltrangliste in vier Vierergruppen eingeteilt. Darüber hinaus bestand ein System mit Auf- und Absteigern. Wie im Vorjahr zogen sich mehrere Teilnehmer vor dem Beginn des Wettbewerbs zurück, weshalb ein Teil der Partien abgesagt werden musste. Den Afrikameistertitel gewann zum ersten Mal Kenia.
Parallel dazu fanden zwei Turniere der zweiten Division statt.

## Division 1
Für einen Sieg gab es vier Punkte, für ein Unentschieden zwei Punkte, bei einer Niederlage null Punkte. Je einen Bonuspunkt gab es für das Erzielen von vier Versuchen oder bei einer Niederlage mit sieben oder weniger Spielpunkten Unterschied.

### Division 1A
|    | Land     | Spiele | Siege | Unent. | Ndlg. | Spiel- punkte | Diff. | Bonus- punkte | Tabellen- punkte |
| -- | -------- | ------ | ----- | ------ | ----- | ------------- | ----- | ------------- | ---------------- |
| 1. | Kenia    | 1      | 1     | 0      | 0     | 16:7          | + 9   | 0             | 4                |
| 2. | Tunesien | 1      | 0     | 0      | 1     | 7:16          | − 9   | 0             | 0                |
| 3. | Marokko  | 0      | 0     | 0      | 0     | 0:0           | ± 0   | 0             | 0                |
| 4. | Namibia  | 0      | 0     | 0      | 0     | 0:0           | ± 0   | 0             | 0                |

Marokko und Namibia zogen sich noch vor Beginn des Turniers zurück und stiegen in die Division 1B ab.
| 12. November 2011 | Kenia | 16 : 7 | Tunesien | RFUEA Ground, Nairobi |
| 12. November 2011 |       |        |          | RFUEA Ground, Nairobi |

### Division 1B
|    | Land           | Spiele | Siege | Unent. | Ndlg. | Spiel- punkte | Diff. | Bonus- punkte | Tabellen- punkte |
| -- | -------------- | ------ | ----- | ------ | ----- | ------------- | ----- | ------------- | ---------------- |
| 1. | Simbabwe       | 2      | 2     | 0      | 0     | 74:15         | + 59  | 1             | 9                |
| 2. | Uganda         | 2      | 1     | 0      | 1     | 73:55         | + 18  | 1             | 5                |
| 3. | Madagaskar     | 2      | 0     | 0      | 2     | 30:107        | − 77  | 0             | 0                |
| 4. | Elfenbeinküste | 0      | 0     | 0      | 0     | 0:0           | ± 0   | 0             | 0                |

Die Elfenbeinküste sich noch vor Beginn des Turniers zurück und stieg in die Division 1C ab.
| 12. Juni 2011 | Uganda | 15 : 25 | Simbabwe | Kyadondo Rugby Club, Kampala |
| 12. Juni 2011 |        |         |          | Kyadondo Rugby Club, Kampala |

| 15. Juni 2011 | Simbabwe | 49 : 0 | Madagaskar | Kyadondo Rugby Club, Kampala |
| 15. Juni 2011 |          |        |            | Kyadondo Rugby Club, Kampala |

| 18. Juni 2011 | Uganda | 58 : 30 | Madagaskar | Kyadondo Rugby Club, Kampala |
| 18. Juni 2011 |        |         |            | Kyadondo Rugby Club, Kampala |

### Division 1C
Halbfinale
| 21. Juni 2011 | Senegal | 30 : 12 | Botswana | Stade Ahmadou Ahidjo, Yaoundé |
| 21. Juni 2011 |         |         |          | Stade Ahmadou Ahidjo, Yaoundé |

| 21. Juni 2011 | Kamerun | 12 : 10 | Sambia | Stade Ahmadou Ahidjo, Yaoundé |
| 21. Juni 2011 |         |         |        | Stade Ahmadou Ahidjo, Yaoundé |

Spiel um Platz 3
| 25. Juni 2011 | Sambia | 17 : 12 | Botswana | Stade Ahmadou Ahidjo, Yaoundé |
| 25. Juni 2011 |        |         |          | Stade Ahmadou Ahidjo, Yaoundé |

Finale
| 25. Juni 2011 | Senegal | 15 : 6 | Kamerun | Stade Ahmadou Ahidjo, Yaoundé |
| 25. Juni 2011 |         |        |         | Stade Ahmadou Ahidjo, Yaoundé |

Senegal stieg in die Division 1B auf.

### Division 1D
|    | Land      | Spiele | Siege | Unent. | Ndlg. | Spiel- punkte | Diff. | Bonus- punkte | Tabellen- punkte |
| -- | --------- | ------ | ----- | ------ | ----- | ------------- | ----- | ------------- | ---------------- |
| 1. | Mauritius | 1      | 1     | 0      | 0     | 41:12         | + 29  | 1             | 5                |
| 2. | Nigeria   | 1      | 0     | 0      | 1     | 12:41         | − 29  | 0             | 0                |
| 3. | Tansania  | 0      | 0     | 0      | 0     | 0:0           | ± 0   | 0             | 0                |
| 4. | Swasiland | 0      | 0     | 0      | 0     | 0:0           | ± 0   | 0             | 0                |

Tansania und Swasiland zogen sich noch vor Beginn des Turniers zurück.
| 29. Juli 2011 | Mauritius | 41 : 12 | Nigeria | Johannesburg |
| 29. Juli 2011 |           |         |         | Johannesburg |

## Division 2

### Division Nord
Erste Runde
| 23. Juli 2011 | Niger | 30 : 3 | Mali A | Bamako |
| 23. Juli 2011 |       |        |        | Bamako |

| 23. Juli 2011 | Mali | 32 : 3 | Tschad | Bamako |
| 23. Juli 2011 |      |        |        | Bamako |

| 24. Juli 2011 | Ghana | 16 : 7 | Benin | Bamako |
| 24. Juli 2011 |       |        |       | Bamako |

| 24. Juli 2011 | Burkina Faso | 11 : 6 | Togo | Bamako |
| 24. Juli 2011 |              |        |      | Bamako |

Platzierungsspiele 5–8
| 26. Juli 2011 | Mali A | 14 : 10 | Togo | Bamako |
| 26. Juli 2011 |        |         |      | Bamako |

| 26. Juli 2011 | Tschad | 11 : 16 | Benin | Bamako |
| 26. Juli 2011 |        |         |       | Bamako |

Halbfinale
| 27. Juli 2011 | Niger | 12 : 5 | Burkina Faso | Bamako |
| 27. Juli 2011 |       |        |              | Bamako |

| 27. Juli 2011 | Mali | 28 : 3 | Ghana | Bamako |
| 27. Juli 2011 |      |        |       | Bamako |

Spiel um Platz 7
| 30. Juli 2011 | Togo | 0 : 13 | Tschad | Bamako |
| 30. Juli 2011 |      |        |        | Bamako |

Spiel um Platz 5
| 30. Juli 2011 | Mali A | 3 : 0 | Benin | Bamako |
| 30. Juli 2011 |        |       |       | Bamako |

Spiel um Platz 3
| 30. Juli 2011 | Burkina Faso | 15 : 3 | Ghana | Bamako |
| 30. Juli 2011 |              |        |       | Bamako |

Finale
| 30. Juli 2011 | Niger | 3 : 13 | Mali | Bamako |
| 30. Juli 2011 |       |        |      | Bamako |

Mali stieg in die Division 1D auf.

### Division Süd
Finale
| 14. Oktober 2011 | Ruanda | 22 : 3 | Burundi | Kigali |
| 14. Oktober 2011 |        |        |         | Kigali |

Réunion und die Demokratische Republik Kongo zogen sich noch vor Turnierbeginn zurück.